# Stadion Green Point
Green Point je stadion u Kaapstadu (eng. Cape Town). Na njemu su odigrane neke utakmice Svjetskoga nogometnoga prvenstva 2010.
Stadion je izgrađen na mjestu starog Green Pointa koji je srušen 2007., kako bi se mjesto ustupilo današnjem novom stadionu.
Green Point Stadion je kapaciteta 69.070 mjesta.